# Russisch-Schwedischer Krieg (1741–1743)
Der Russisch-Schwedische Krieg (auch „Krieg der Hüte“) der Jahre 1741 bis 1743 war der Versuch der schwedischen Partei der Hüte, die Niederlage des Landes im Nordischen Krieg (1700–1721) gegen Russland zu revidieren und die eigene Großmachtstellung wenigstens teilweise wiederherzustellen. Der Konflikt endete mit einer Niederlage Schwedens und größeren Gebietsabtretungen an Russland.

## Vorgeschichte

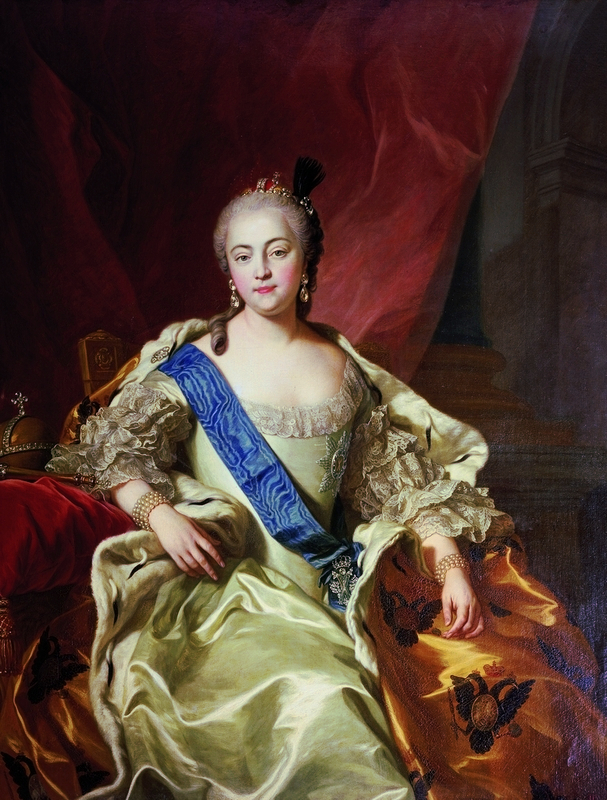
Zarin Elisabeth I. von Russland (1709–1762)

Im Großen Nordischen Krieg (1700–1721) hatte Schweden alle baltischen Besitzungen und damit seine Vormachtstellung im Ostseeraum verloren. In den folgenden Jahren wurde das politische System in einer parlamentarischen Monarchie konsolidiert. Während König Friedrich von Schweden (1676–1751) kaum Macht besaß, standen sich im Parlament zwei Parteien gegenüber. Auf der einen Seite standen die Mössorna (Mützen), welche eher russlandfreundlich eingestellt waren und in erster Linie wirtschaftliche Interessen verfolgten. Ihnen gegenüber befanden sich die Hattarne (Hüte), welche mehrheitlich den höheren Adel vertraten und sich stark an Frankreich als traditionellem Verbündeten orientierten.
Im Jahre 1738 gelang es den Hüten, sich im Ständereichstag durchzusetzen. Die schwedische Politik richtete sich nun gegen Russland, welches mit Österreich verbündet und deshalb ein Feind Frankreichs war. König Ludwig XV. von Frankreich sicherte den Schweden seine Unterstützung bei der Zurückgewinnung der alten Großmachtstellung zu, um damit ein potentielles Gegengewicht zu Russland zu schaffen. Frankreich und Schweden schlossen noch im Herbst 1738 einen Subsidienvertrag und nahmen Verhandlungen mit dem Osmanischen Reich auf, welches sich gerade im Krieg gegen Russland befand (siehe Russisch-Österreichischer Türkenkrieg (1736–1739)). Mit diesem Staat schloss Schweden noch 1739 einen Bündnisvertrag ab. Da die Osmanen jedoch kurz zuvor mit Russland Frieden geschlossen hatten, konnte Schweden das Zarenreich nicht wie erhofft in einen Zweifrontenkrieg verwickeln.
In den Jahren 1740/41 wurde Frankreich zum bestimmenden Faktor in der schwedischen Außenpolitik. Bereits 1740 war der Kaiser des Heiligen Römischen Reiches, Karl VI. gestorben und dessen Tochter Maria Theresia hatte die Nachfolge in den österreichischen Erblanden angetreten. Kurz darauf war der Österreichische Erbfolgekrieg (1740–1748) ausgebrochen, in dem sich die Monarchin einer preußisch-sächsisch-bayerischen Koalition gegenübersah. Frankreich wollte diese Gelegenheit nutzen, um den Erbfeind Österreich entscheidend zu schwächen, und unterstützte daher die Ansprüche der deutschen Fürsten finanziell und militärisch. Nun ging es darum, zu verhindern, dass Russland, welches mit Österreich verbündet war, Maria Theresia zu Hilfe eilen konnte. Zu diesem Zweck sollte es in einen Krieg mit Schweden verwickelt werden. Ein solcher Krieg sollte dann von einem Staatsstreich der unehelichen Tochter Peters des Großen, Elisabeth (1709–1762), unterstützt werden, der ebenfalls mit französischer Unterstützung geplant wurde. Es war vorgesehen, dass Elisabeth bald darauf mit Schweden einen für die Hüte vorteilhaften Frieden schließen sollte.

## Verlauf

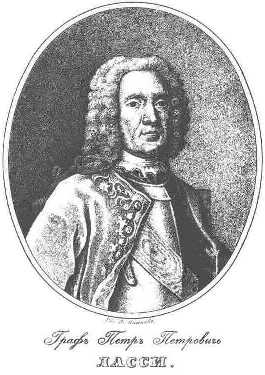
Peter Graf von Lacy (1678–1751)

Das schwedische Parlament erklärte daraufhin Russland am 8. August 1741 den Krieg. Für den begrenzten Zweck des Krieges und die vermeintliche russische Schwäche schien das kleine schwedische Heer von etwa 20.000 Mann völlig ausreichend. Doch bereits wenige Wochen später erlitt die Armee am 3. September in der Schlacht bei Villmanstrand (finn.: Lappeenranta) eine erste schwere Niederlage.
Am 25. November 1741 fand dann der Staatsstreich Elisabeths statt. Die neue Zarin neigte tatsächlich zum Frieden, um zunächst ihre innenpolitische Position zu festigen. Doch trotz der Niederlage bei Villmanstrand blieben die schwedischen Forderungen zu hoch, als dass die Zarin sie ohne weiteres hätte akzeptieren können. Daraufhin befahl sie die Einleitung einer Gegenoffensive. Im Jahre 1742 marschierten russische Truppen unter General Peter Graf von Lacy (1678–1751) in Südfinnland ein und nahmen ohne größeren Widerstand Hamina, Porvoo und Hämeenlinna ein. Im August gelang es Lacy, die etwa 17.000 Mann starke schwedische Hauptarmee bei Helsinki einzukesseln und zur Kapitulation zu zwingen.
Im folgenden Jahr geriet die schwedische Regierung unter größeren Druck. In Dalekarlien brachen Bauernaufstände aus, welche bald ein bedrohliches Ausmaß annahmen. Gleichzeitig marschierte das russische Heer auf Turku (Åbo) zu. In dieser unhaltbaren Situation blieb der schwedischen Regierung keine andere Möglichkeit als einen schnellen Friedensschluss anzustreben. Bereits im Sommer begannen die Verhandlungen, welche am 7. August zum Abschluss des Friedens von Åbo führten.

## Folgen
Die schwedischen Ambitionen waren gescheitert. Anstatt der eigenen Großmachtstellung wieder näher zu kommen, musste das Land nun selbst die südfinnischen Gebiete bis zum Fluss Kymijoki mit der Festung Olofsborg und den Städten Villmanstrand und Fredrikshamn an Russland abtreten. Zarin Elisabeth setzte außerdem durch, dass Adolf Friedrich von Gottorf (1710–1771) vom schwedischen Parlament zum Thronfolger gewählt werden musste. Mit diesem Monarchen aus einem befreundeten Adelsgeschlecht (ein Verwandter des späteren Zaren Peter III.) hoffte sie, später mehr Einfluss auf die schwedische Politik zu gewinnen. Als König Friedrich von Schweden schließlich im Jahre 1751 starb, trat der Herzog von Gottorf dessen Amt an.
Dennoch vermutete König Friedrich II. von Preußen, dass Schweden weiterhin versuchen würde, Estland und Livland (die 1721 verlorenen Gebiete) zurückzugewinnen und dafür ein Bündnis mit Preußen suchen würde. Friedrich sah darin zwar die Gelegenheit, als Preis dafür Schwedisch-Pommern zu verlangen, riet jedoch angesichts der geringen  Erfolgschancen von einem vorschnellen Krieg gegen Russland ab.

„Träte nun der günstige Umstand ein, daß Rußland einen Krieg [mit der Türkei] auf dem Hals hätte und Schweden dies benutzte, um Livland zurückzuverlangen, könnte Preußen dann nicht gegen Abtretung von Schwedisch-Pommern seinen Beistand versprechen? Die Schwierigkeit liegt aber darin, daß man, um Rußland in Liv- und Estland anzugreifen, notwendigerweise die Überlegenheit zur See haben müßte. Die schwedische Flotte ist jedoch schwach, und wir haben nicht ein Kriegsschiff. Die Belagerung von Reval, Narwa und den anderen Seestädten wäre also ausgeschlossen […] angenommen auch, es gelänge Preußen, Livland zu erobern, so liegt es doch fast auf der Hand, daß Schweden nicht durch Finnland vordringen könnte, denn die Russen haben dort Festungen, die durch ihre Lage uneinnehmbar sind. Somit käme es nach vielem Blutvergießen zu einem Frieden, in dem alles wieder herausgegeben werden müßte und jeder so viel behielte, als er vor Kriegsbeginn besessen.“